# San Sebastián Ixcapa
San Sebastián Ixcapa es una localidad del Estado de Oaxaca en México, en la costa del Océano Pacífico. Es la cabecera del municipio de San Sebastián Ixcapa.

## Demografía
| Censo | Población |
| ----- | --------- |
| 1900  | 495       |
| 1910  | 616       |
| 1921  | 662       |
| 1930  | 715       |
| 1940  | 693       |
| 1950  | 702       |
| 1960  | 994       |
| 1970  | 921       |
| 1980  | 1228      |
| 1990  | 1393      |
| 1995  | 1278      |
| 2000  | 1250      |
| 2005  | 1288      |
| 2010  | 1337      |
| 2020  | 1386      |